# Yahia Zemouchi
Yahia Zemouchi, né le 17 septembre 1994 en Algérie, est un joueur algérien de handball évoluant au poste de gardien de but,.
Avec l'équipe nationale algérienne, il participe notamment au Championnat du monde 2021,. En club, il évolue alors à l'Olympique Annaba,.

## Palmarès

### Enéquipe d'Algérie
Championnats du monde
- 22e place au Championnat du monde 2021 ( Égypte)
- 31e place au Championnat du monde 2023 ( Pologne/ Suède)
- 30e place au Championnat du monde 2025 ( Croatie/ Danemark/ Norvège)

Championnats d'Afrique
- 5e place au Championnat d'Afrique  2022 ( Égypte)
- Médaille d'argent au Championnat d'Afrique  2024 ( Égypte)

Jeux méditerranéens
- 6e place aux Jeux méditerranéens de 2022 ( Algérie)